# هنر دیدمانی

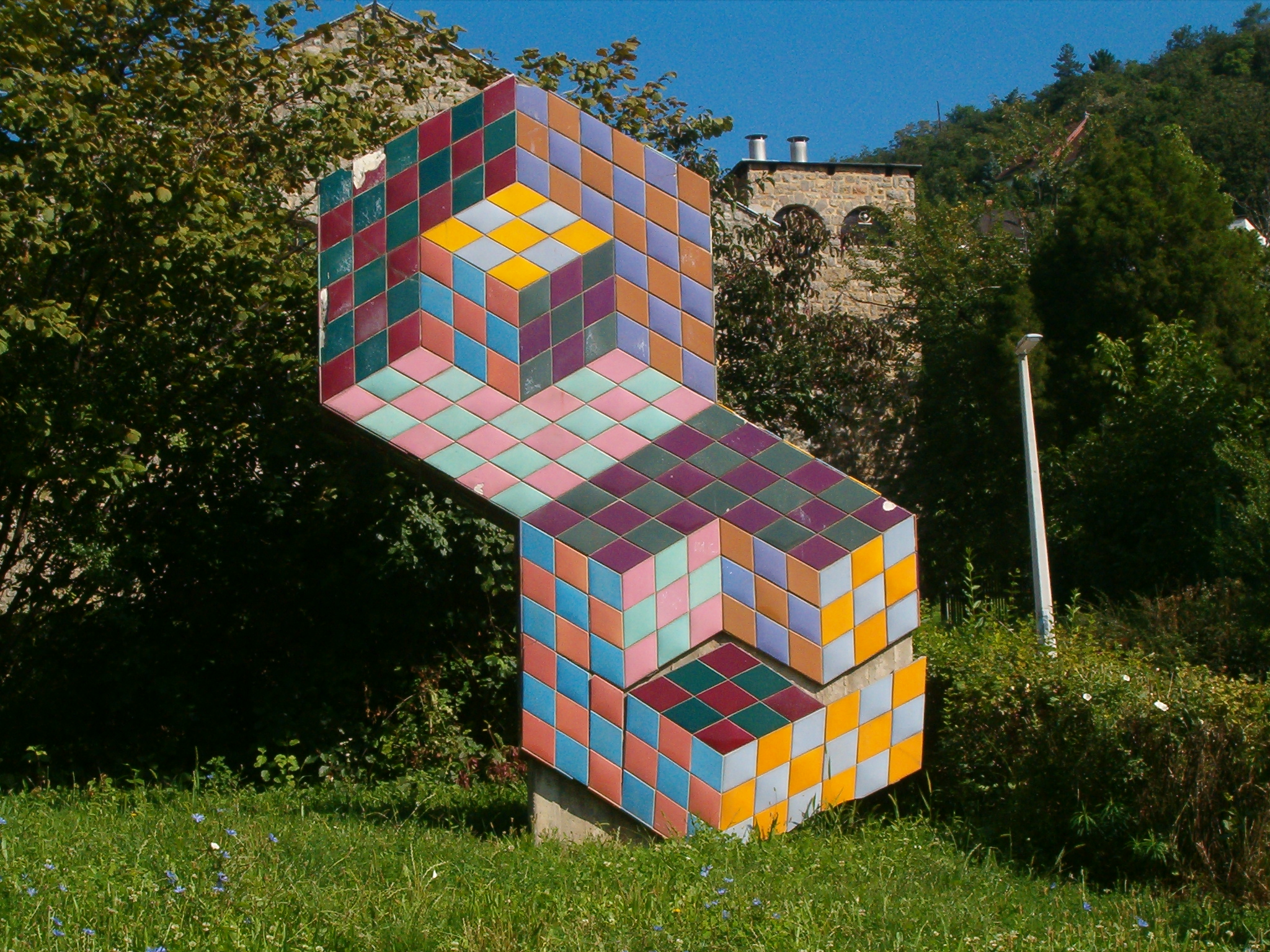
یک نمونه خطای دید، اثر هنرمند مجاری‌تبار، ویکتور وازارلی

هنر دیدمانی (به انگلیسی: Optical Art) یا اُپ آرت (Op Art) یک جنبش هنری بود که در سال‌های دههٔ شصت میلادی از هنر عامه مشتق شد و به‌صورت مکتبی مستقل درآمد. نقاشان این مکتب، مجموعه‌ای از خط‌ها، شکل‌های خُرد و سطح‌های رنگی درخشان را متقارن و متمرکز به نظم درمی‌آورند که لرزنده، پیش‌آینده و پس‌رونده جلوه کنند. آگام و بریجیت رایلی از مهم‌ترین نمایندگان هنر دیدگانی هستند.
بسیاری از نمونه‌های مشهور هنر دیدمانی سیاه و سفید رسم شده‌اند، به این دلیل برخی آن را انتزاعی می‌دانند. بیننده‌ای که به آثار این سبک می‌نگرد، ممکن است حرکت، چشمک زدن، خاموش و روشن شدن، چرخش، لرزش یا جهش مشاهده کند.
واژه آپ آرت اولین بار به سال ۱۹۶۴ در مجلهٔ تایمز آمده، اگر چه بسیاری آثاری که امروزه به عنوان Op Art دسته‌بندی می‌شوند، پیش از این تاریخ آفریده شده‌اند.
در سال ۱۹۶۴ مقاله‌ای بدون نام نویسنده منتشر شد که عنوان آن «اُپ آرت: تصاویری که به چشم یورش می‌برند» بود. گرچه این تعریف تا حدودی صحیح به نظر می‌رسد، اما نمی‌توان گفت کاملاً طبق واقعیت است. زیرا اُپ ارت فقط محدود به چنین تصاویری که نویسنده شرح داده، نمی‌شود. در اُپ آرت، تحریک شبکیه چشم، مهم‌ترین وسیله و معمولاً تنها وسیلهٔ ارتباط است و هدف از آن، ایجاد واکنش‌های بصری فیزیولوژیک در تماشاگر است. بسیاری از کارهای هنر دیدمانی، چیزی بیش از بازی‌های زیرکانهٔ ادراکی (یا خطای دید) نیستند. البته این آثار در بلندمدت نتوانستند اعتبارشان را حفظ کنند و فقط معدودی از آن‌ها توانستند موقعیت خود را به‌عنوان یک اثر هنری حفظ کنند، و از آن میان تنها استثنای درخور توجه، کار بریجیت رایلی بود.
در سالهای اخیر با گسترش و رشد گرافیک کامپیوتری انواع جدیدی از این آثار پدید آمد که نمونهٔ شاخص آنها، تصاویری بود که در سالهای دههٔ ۷۰ خورشیدی به نام تصاویر سه بعدی در جراید به چاپ می‌رسید.